# Клирик Острожский

Страница труда Клирика Острожского «„Отпис на лист в БозЂ велебного отца Ипатіа володимерского і берестейского єпископа“ (Острог, 1598)»

Клирик Острожский (конец XVI — начало XVII века) — западнорусский антиуниатский писатель-полемист, участник острожского культурно-просветительского кружка, известный под псевдонимом.
Окончил Острожскую славяно-греко-латинскую школу, позже — преподаватель там же. Клирик Острожский — невыясненный до сих пор псевдоним полемиста. В своих произведениях указывал, что был клириком, поэтому современники звали его «Клириком Острожским».
Известно, что он был членом Острожского литературно-научного кружка 2-й половины XVI века. Существуют различные гипотезы относительно псевдонима писателя «Клирик Острожский». Разные исследователи отождествляют его с Мелетием Смотрицким, Гавриилом Дорофеевичем, Иовом Борецким, Василием Суражским.
Клирик Острожский — автор произведения «Исторіа о листрикійском, то есть разбойническом, Ферарском або Флоренском синодЂ», изданного в одной книге с отписом «На лист в БозЂ велебного отца Ипатіа володимерского і берестейского єпископа» (Острог, 1598). Также признан автором отписа «На другій лист велебного отца Ипатіа» (1599, не опубл.). «Исторіа о листрикійском … синодЂ» написана как антиуниатский художественно-публицистический памфлет на историческое событие — Ферраро-Флорентийский собор 1438—1439 гг., на котором была заключена церковная уния. В произведении использовано много литературных преданий, легенд православного происхождения. В своих работах проявил высокую теологическую и светскую осведомлённость, в частности, цитировал Петрарку.
В полемической части «отписов» рассматриваются как сугубо богословские, так и актуальные общественно-политические проблемы. Автор отрицает тезис о «первенстве» Папы Римского среди христианских иерархов, доказывает неканоничность церковной унии 1596 г., которая, по убеждению полемиста, ведёт к внутренним конфликтам и неурядицам в государстве, вызывает несогласие и разъединение, а также межконфессиональные конфликты в тогдашней Речи Посполитой. Одним из первых в полемической литературе Юго-Западной Руси использовал образ Матери—церкви, которая плачет по своим сыновьям-отступникам. Язык полемиста близок к народно-разговорному.
«Отписы» Клирика Острожского принадлежат к жанру открытых писем, в них автор говорит о негативных последствиях Брестской унии 1596 года для православия, выступает против одного из поборников унии Ипатия Потия и пытается склонить униатских епископов из Юго-Западной Руси к возврату в лоно православной церкви.
Предположительно, он был переводчиком «Апокрисиса» на церковнославянский язык русского извода.